# Emil Sommer (Politiker, 1885)

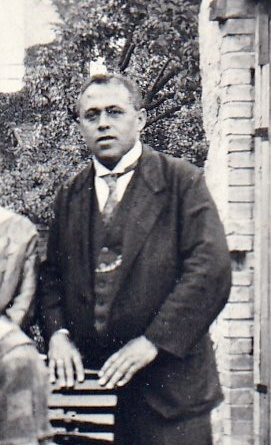
Bürgermeister Emil Sommer

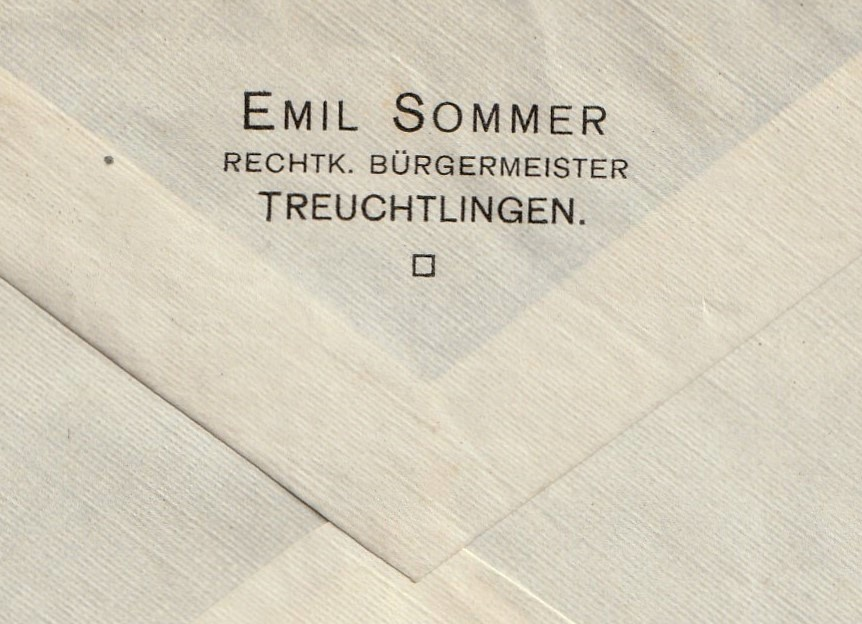
Adresskopf auf einem Briefkuvert des Bürgermeisters

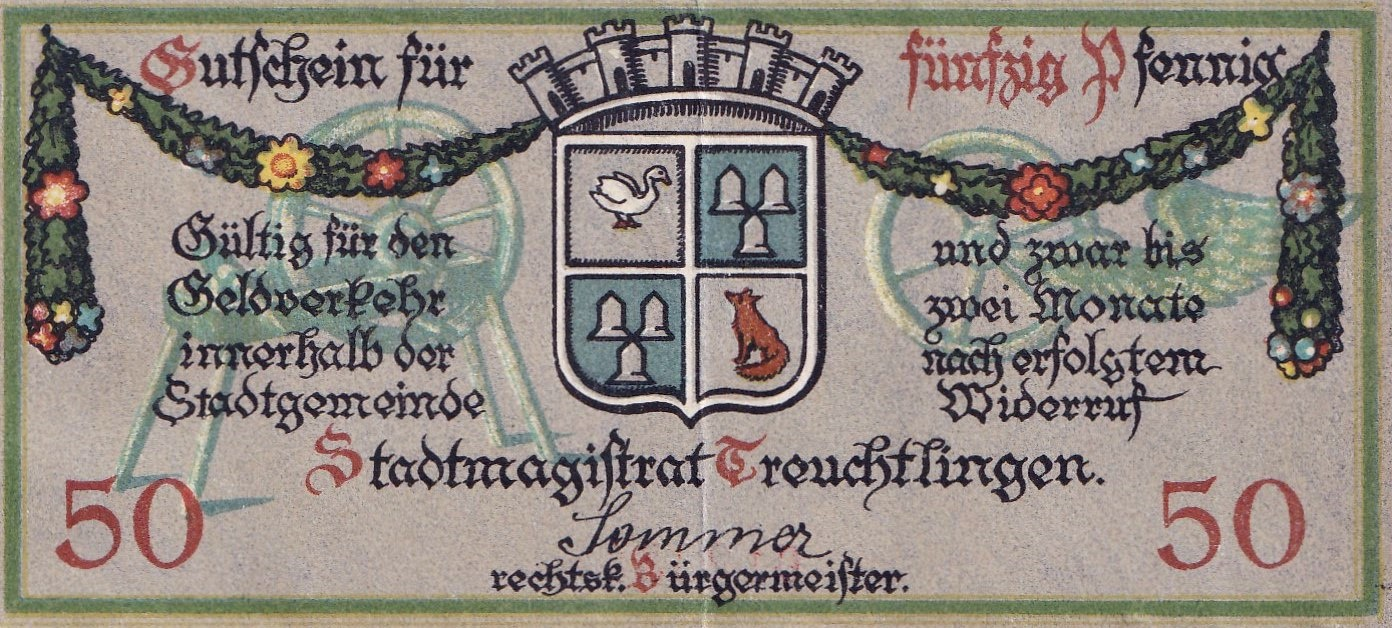
50-Pfennig-Notgeldschein, Treuchtlingen (1918), mit Unterschrift von Bürgermeister Sommer

Emil Otto Sommer (* 2. November 1885 in Edenkoben, Rheinpfalz; † 13. Juli 1936 in Würzburg) war ein deutscher Jurist und hauptamtlicher Bürgermeister der Stadt Treuchtlingen. 

## Herkunft
Emil Sommer war ein Sohn des gleichnamigen Druckereibesitzers und Verlegers sowie dessen Ehefrau Pauline geb. Dressler aus Kaiserslautern. Der Vater wurde in Edenkoben als Sohn des vom Judentum zum evangelischen Glauben konvertierten Lotterieeinnehmers Elias Sommer (1804–1862) geboren. Er verlor im Alter von acht Jahren durch eine Typhuserkrankung das Augenlicht. Mit 16 Jahren erfand er einen Apparat zum Drucken und Schreiben durch Blinde. 1878 gründete er einen eigenen Zeitungsverlag, den er 1886 nach Grünstadt verlegte und der von nun an die Grünstadter Zeitung herausgab, die sich in Ermangelung einer sonstigen örtlichen Zeitung schnell entwickelte und für die nächsten rund 50 Jahre hier quasi eine Monopolstellung einnahm.
Beim Tod des Vaters wurde 1904 der älteste Sohn Eugen Sommer (1876–1961) Firmenchef. 

## Leben und Wirken
Emil Sommer wuchs in Grünstadt auf und besuchte das dortige Progymnasium. Da der Bruder Eugen das väterliche Verlagshaus übernahm, studierte er Jura und trat in den bayerischen Staatsdienst ein. 
Am 7. November 1917 wählte ihn der Magistrat von Treuchtlingen einstimmig zum rechtskundigen Bürgermeister. In diesem Amt verblieb Emil Sommer 15 Jahre lang und erwarb sich große Verdienste um die Stadt. Er war parteilos und stand somit über den politischen Auseinandersetzungen. Auf einer Gedenkseite der Stadt Treuchtlingen heißt es: „Vor allem verstand es Sommer, einen tüchtigen Mitarbeiterstab um sich zu sammeln und damit die Verwaltung der Stadt zu stärken und die Grundlage für zukünftige Entwicklungen zu schaffen. Unermüdlich war er darum bemüht.“
1932 bewarb er sich um das Amt des Kaiserslauterer Oberbürgermeisters, konnte sich aber nicht gegen den Kandidaten Hans Weisbrod durchsetzen.
Als 1933 die Hitler-Regierung an die Macht kam, begann eine Hetzkampagne gegen Bürgermeister Sommer wegen seiner jüdischen Abstammung. Mit Datum vom 1. Oktober 1933 zwang man ihn zum Rücktritt. Ohne Dank oder Anerkennung für seine Tätigkeit und ohne jegliche Verabschiedung  musste er mit seiner Familie Treuchtlingen verlassen. Mit Frau und zwei Söhnen übersiedelte er nach Würzburg, wo er schon 1936 verstarb. 
In Treuchtlingen ist heute die „Bürgermeister-Sommer-Straße“ nach ihm benannt. Die Sammlung des Museums der Stadt Grünstadt enthält eine Vielzahl von Privatbriefen und Privatfotos Emil Sommers.